# Jornada Mundial da Juventude de 2011
A XXVI Jornada Mundial da Juventude (ou apenas JMJ 2011) foi realizada em Madrid dos dias 16 a 21 de agosto de 2011. O tema foi: «Arraigados e edificados em Cristo, firmes na fé» (Colossenses 2:7).
Como preparação para o encontro, a Cruz dos Jovens e o Ícone da Virgem, símbolos das JMJ, começaram em 14 de setembro de 2009 em Madri, sua habitual peregrinação pelas dioceses do país organizador até chegar novamente a Madri.[ligação inativa] No dia 21 de agosto de 2011, a Cruz foi entregue, simbolicamente, a um grupo de peregrinos do Brasil, país sede da edição seguinte, no Rio de Janeiro em 2013, conforme anunciado em Madrid. A cruz foi entregue ao fim da Missa do Envio, que marcou o encerramento do encontro e que levou à capital da Espanha perto de 1,5 milhão de jovens peregrinos de todo o mundo.
O Conselho Mundial para os Leigos aprovou no dia 25 de maio de 2010 a proposta do Arcebispado de Madri do Hino para a JMJ Madrid 2011. O compositor do hino foi Enrique Vázquez Castro e o autor da letra Mons. César Augusto Franco Martínez, bispo auxiliar de Madrid e Coordenador Geral da JMJ Madrid 2011. O hino foi publicado na web e se deu a conhecer em um ato celebrado na Catedral de Almudena no dia 8 de novembro de 2010.

## Patronos
O Papa Bento XVI, dentre outros santos, nomeou copatronos destas jornada a Francisco Xavier, Isidro Labrador, Teresa de Ávila, Inácio de Loyola, Rafael Arnáiz Barón, João de Ávila, Rosa de Lima, João da Cruz e João Paulo II.

## Rio de Janeiro
O governo do Rio de Janeiro confirmou em 19 de agosto de 2011 que a capital fluminense seria a sede da Jornada Mundial da Juventude, com o Papa Bento XVI em 2013.
O governador Sérgio Cabral desembarcou, naquela data, em Madri, na Espanha, para oficializar a realização do evento no Rio com autoridades do Vaticano.
O anúncio foi feito ao término do encontro, que reuniu cerca de 2 milhões de peregrinos católicos de 193 países. O Papa Bento XVI, à época com 84 anos, expressou seu desejo de viajar ao Rio para presidir à Jornada Mundial da Juventude seguinte:
"Tenho o prazer de anunciar que a sede da próxima Jornada Mundial da Juventude, em 2013, será o Rio de Janeiro. Peçamos ao Senhor já desde este momento que ajude os jovens de todo o mundo que tiverem de se preparar para que possam se reunir novamente com o papa nessa bela cidade brasileira., disse o Papa Bento XVI, em espanhol".
Entretanto, o Papa Bento XVI viria a renunciar em 2013, alguns meses antes da Jornada, e o evento foi conduzido pelo seu sucessor, Papa Francisco.